# Centar Zamet
Centar Zamet
Lokacija: Zamet, Rijeka
Arhitekt: Studio 3LHD
Otvoren: rujna 2009.
Vlasnik: Rijeka sport d.o.o.
Korisnici: športaši i rekreativci
Centar Zamet svečano je otvoren u rujnu 2009. Riječ je o suvremenom javnom kompleksu smještenom pokraj tržnice i osnovne škole, a u kojem se uz dvoranu nalaze knjižnica, ured Mjesnog odbora, brojni komercijalni sadržaji, javni trg i javna garaža te kompleks predstavlja društveni, športski i poslovni centar zapadnog dijela grada Rijeke.

## 1.	Povijest
Zbog velikih financijskih sredstava potrebnih za izgradnju objekata športske i tehničke kulture, njihova izgradnja ne može se financirati sredstvima gradskog proračuna. Grad Rijeka se stoga opredijelio da se projekt Centra Zamet realizira putem modela projektnog financiranja. Rijeka sport upravlja objektom od početka trajanja leasinga, a otplatom zadnje rate postat će i vlasnikom Centra Zamet.
Pripremni radovi za izgradnju započeli su u prosincu 2007. godine, a kamen temeljac položen je 15. travnja 2008. godine. Mladi rukometaš RK Zamet Matija Hrvatin učenik 5. razreda OŠ Zamet uz proslavljene rukometaše Mirzu Džombu i Alvara Načinovića pročitao je tekst povelje kamena temeljca, koji je potom položen u temelje objekta.
Centar Zamet svečano je otvoren 10. rujna 2009. godine, na Hrvatski olimpijski dan.

## 2.	Opis objekta
Centar nudi raznolike prostore koji mogu poslužiti za organizaciju najzahtjevnijih športskih dvoranskih natjecanja, koncerata, kongresa, javnih predavanja i raznolikih kulturnih programa.

### 2.1. Dvorana
Prostor igrališta dvorane svojom veličinom, zbog pomičnoga teleskopskoga gledališta odnosno tribina, omogućuje pretvaranje partera u dva usporedna rukometna terena, što se postiže pomoću pomične zavjese ili pregrade. Glavne tribine imaju 2.198 sjedećih mjesta, a uz njih se nalazi i VIP tribina koja prima 128 posjetitelja. Tako gledalište ukupno ima 2.326 sjedećih mjesta, a uz to nalaze se i 23 mjesta za osobe s invaliditetom. Dvorana površine 6.768 m² je projektirana prema svjetskim standardima za međunarodna športska natjecanja, a parket dvorane je rađen po certifikatu Svjetske košarkaške federacije (FIBA). Na katu iznad gledališta nalaze se reprezentativni prostori dvorane za potrebe klubova, uprave, VIP osoba, zatim tribina za novinare, režija i drugo. Glavni se ulaz u dvoranu nalazi na zapadnom pročelju na razini trga. Prateći su sadržaji smješteni u sjevernom dijelu dvorane, a sastoje se od svlačionica s tuševima za športaše, sudce, službene osobe i trenere te ambulante i doping sobe. Uz ulazno se predvorje kao izdvojena cjelina nalaze prostorije za saunu i masažu te trim kabinet.

### 2.2. Multimedijalna dvorana
S površinom od 116 m² sala pruža produktivno okruženje za bilo koju vrstu sastanaka i kongresa kazališnog stila, za 90 osoba.

### 2.2. Mjesni odbor
Mjesni odbor Zamet, koji djeluje u sklopu Grada Rijeke, raspolaže prostorom od 190 m².

### 2.3. Ogranak Gradske knjižnice Rijeka
Ogranak Zamet ima površinu od 409 m² i ima oko 2000 članova.

### 2.4. Javna garaža
218 parkirališnih mjest te 14 mjesta za osobe s invaliditetom: Površina garaže je 6.625,19 m².

### 2.6. Komercijalni sadržaji
– ugostiteljski, uslužni i trgovački.
Centar Zamet prilagođen je pristupu osobama smanjene pokretljivosti.

## 3.	Zanimljivosti
Specifičnost cijelom kompleksu daju nijansirane keramičke pločice jedinstvenog dizajna koji podsjeća na stijene ili pak rukometnu loptu, a kojih je preko 51.000 položeno na objekt. Od tih pločica napravljen je i natpis Centar Zamet položen na trg ispred dvorane, dobro uočljiv već s prvog kata objekta

## 4.	Natjecanja i događanja
Također, u Centru Zamet održale su se i mnogobrojne važne športske i ine manifestacije. Izdvaja se 11. europsko pojedinačno prvenstvo u šahu za muškarce i žene EURO 2010, najveće šahovsko natjecanje ikad održano u Hrvatskoj i najbrojnije natjecanje do sada ovog prvenstva. U mjesecu svibnju održalo se Svjetsko prvenstvo u kuglanju za juniore i juniorke do 23 godine te dva svjetska pojedinačna kupa - za juniore i juniorke do 18 godina te za kadete i kadetkinje do 14 godina. 
Tu su i ostali komercijalni sadržaji: koncerti, eventi na trgu, rekreacijski programi, program predavanja i seminara, izložbe.

## 5.	Nagrade za arhitekturu
Moderna arhitektura Centra Zamet, projekt studija 3LHD, dodatno je naglasila atraktivnost ovog projekta, kako eksterijera tako i interijera za čiju je izvedbu projektant dobio niz nagrada.

## Vanjske poveznice
Centar Zamet